# Вильгельм (маркграф Баден-Бадена)
Вильгельм Баден-Баденский (нем. Wilhelm von Baden; 30 июля 1593 — 22 мая 1677) — правитель Баден-Бадена в 1621—1677 годах.

## Жизнь
Вильгельм был старшим сыном маркграфа Эдуарда Фортуната и Марии фон Эйкен. Он был гехаймратом, генерал-фельдмаршалом и имперским судьёй-председателем. Вильгельм был также рыцарем ордена Золотого Руна.
Он воспитал своего внука и преемника Людвига Вильгельма.
Вильгельм стал правителем Бадена только после победы графа Иоганна Церкласа Тилли в битве при Вимпфене над маркграфом Баден-Дурлаха Георгом Фридрихом, чей брат Эрнст Фридрих оккупировал Баден-Баден в 1594 году.
Во время правления Вильгельма Баден страдал от ужасной охоты на ведьм. В период с 1626 по 1631 год около 244 человек, в основном женщины, были обвинены, а 231 человек были осуждены и сожжены.
В 1631 году Вильгельм потерял Баден, уступив его шведскому генералу Густаву Горну, и восстановил контроль над ним только после Пражского мира (1635) и Вестфальского мира 24 октября 1648 года. Во время сражения Вильгельм был взят в плен, однако не был узнан и позже был освобождён как обычный солдат.
Он умер в Баден-Бадене в 1677 году.

## Семья и дети
13 октября 1624 года Вильгельм женился на принцессе Екатерине Урсуле Гогенцоллерн-Гехингенской (ум. 2 июня 1640), дочери Иоганна Георга Гогенцоллерн-Гехингенского. Дети:
- Фердинанд Максимилиан (1625—1669), отец известного генерала Людвига Вильгельма
- Леопольд Вильгельм (1626—1671), имперский фельдмаршал
- Зигмунд (1627—1647), рыцарь ордена Госпитальеров
- Вильгельм Кристоф (1628—1652), каноник в Кёльне
- Герман (1628—1691)
- Бернхард(1629—1648)
- Изабелла Юджиния Клара (1630—1632)
- Екатерина Франциска Генриетта (1631—1691), монахиня
- Клаудия (1633)
- Генриетта (1634)
- Анна (1634—1708)
- Мария (1636)
- Франц (1637)
- Мария Юлиана (1638)

в 1650 году Вильгельм женился на графине Марии Магдалене Эттинген-Балдернской (1619 — 31 августа 1688), дочери графа Эрнста Эттинген-Балдернского. Дети:
- Филипп Франц Вильгельм (1652—1655)
- Мария Анна Вильгельмина (1655—1701), замужем за принцем Фердинандом Августом из Лобковиц. Её внучкой была Мария Августа Турн-и-Таксис (пра-пра-пра-прабабушка Марии Текской). Среди других потомков Марии Анны: русские императоры Александр I и Николай I, королева Нидерландов Анна Павловна, император Германии Вильгельм II, королева Великобритании Елизавета II и король Испании Хуан Карлос I.
- Карл Бернхардт (1657—1678), погиб в бою в Райнфельдене
- Ева
- Мария